# Osuské
Osuské je naseljeno mjesto u okrugu Senica u Trnavskom kraju u Slovačkoj.

## Stanovništvo
| Godina:     | 1993. | 2003.   | 2013.   | 2023.   |
| ----------- | ----- | ------- | ------- | ------- |
| Broj ljudi: | 641   | 607     | 606     | 597     |
| Razlika:    |       | -5,30 % | -0,16 % | -1,48 % |

| Godina:     | 2022. | 2023.   |
| ----------- | ----- | ------- |
| Broj ljudi: | 615   | 597     |
| Razlika:    |       | -2,92 % |

Prema podacima o broju stanovnika iz 2023. godine naselje je imalo 597 stanovnika.

## Vanjske poveznice
|  | Zajednički poslužitelj ima još gradiva o temi Osuské |

- Službena stranica naselja (sl.)